# 布莉妮·瑞絲
布莉妮·瑞絲（英語：Brittney Reese，1986年9月9日—），美国跳远运动员。在2009年世界田径锦标赛和2011年世界田徑錦標賽上均夺得女子跳遠冠军。蝉联2010年世界室內田徑錦標賽和2012年世界室內田徑錦標賽女子跳遠冠军。获得2012年夏季奧林匹克運動會田徑女子跳遠比賽金牌。